# Стойчо Мазгалов
Стойчо Тодоров Мазгалов е български актьор.

## Биография
Роден е на 2 май 1930 г. в град Любимец, Свиленградско.
Следва във Висшия икономически институт в София. Завършва актьорско майсторство във ВИТИЗ „Кръстьо Сарафов“ през 1954 г. при професор Николай Масалитинов.
Играе в театъра в Перник (1954 – 1955 г.), в театър „Трудов фронт“ (1955 – 1964 г.), в театър „Народна сцена“ (1964 – 1966 г.) и Театър 199.
Той е един от основателите на театър „Сълза и смях“ (1966 – 1983) и негов директор и художествен ръководител от 1969 г. до 1983 г. През 1985 г. играе в Народния театър.
Член е на Съюза на българските филмови дейци.
Носител е на орден „Кирил и Методий“ – II степен.
Играе в 47 филма, сред които популярните български Песен за човека, Цар и генерал, Шибил, Осмият, Тримата от запаса, Тайфуни с нежни имена, Войната на таралежите, Хан Аспарух и др.
Автор на автобиографичната книга „Когато съм“.
Стойчо Мазгалов умира на 1 ноември 2006 г. Погребан е в Централните софийски гробища.

## Награди и отличия
- Заслужил артист (1970).
- Народен артист (1980).
- Орден „Кирил и Методий“ – II степен.
- Награда за актьорско майсторство на IV преглед на българската драма и театър (1969).
- Наградата на НС на ОФ за най-добра мъжка роля за ролята на (Аргир) във филма Един миг свобода (1970).
- II награда на V национален преглед на българската драма и театър (1974).
- II награда на преглед на историческата драма (1975).
- Голямата награда „Златна роза“ за филм за Допълнение към закона за защита на държавата (Варна, 1976).
- Медал за заслуги към БНА за филма Хан Аспарух (1981).

## Театрални роли
- „Боряна“ (Йордан Йовков) – Андрей
- „Албена“ (Йордан Йовков)
- „Мера според мера“ (Уилям Шекспир)
- „Орфей слиза в ада“ (Тенеси Уилямс)

## Телевизионен театър
- „Шепа скъпоценни камъни“ (1988) – Димитър Благоев на преклонна възраст
- „Зелената брадавица“ (1988) (Никола Русев)
- „Обратен удар“ (1988) (Димитър Василев) – бай Владо
- „Съдии на самите себе си“ (1988) (Кольо Георгиев)
- „Моля те, не ми прощавай“ (1987) (Михаил Величков), 2 части
- „Йоан Кукузел“ (1987) (Делка Димитрова), 2 части
- „Ноевият ковчег“ (1986) (Петър Маринков) – Исая
- „Хартиеният човек“ (1986) (Кънчо Атанасов)
- „Под тревожните върхове“ (1986) (Драгомир Асенов)
- „Борислав“ (1985)(Иван Вазов), 2 части
- „Зелената брадавица“ (1985) (Никола Русев)
- „Съдията и жълтата роза“ (от Георги Данаилов, реж. Маргарита Младенова) (1984)
- „Терасата“ (1983) (Любен Лолов)
- „Хоро“ (1982) (Антон Страшимиров)
- „Процесът“ (1982) (Ричард Уевърли)
- „Хубави дъждове“ (1982) (Димитър Панделиев)
- „Стачката“ (1982) (Кирил Василев) – Димитър Благоев
- „Сурово време“ (1981) (Стефан Дичев), 2 части – Памфилий
- „Константин Философ“ (1981) (Димитър Талев) – Константин Философ
- „Силни времена“ (1980) (Кирил Василев)
- „Мач“ (Ян Гловацки) (1978)
- „Емилия Галоти“ (Готхолд Ефраим Лесинг) (1978)
- „Каин магьосникът“ (1977) (Камен Зидаров)
- „Годежна вечер“ (1977) (Славчо Трънски)
- „Левски“ (1977) (от Васил Мирчовски, реж. Гертруда Луканова) – Тевфик бей
- „Дневникът на един руски полковник“ (1977) (К. Василиев) – генерал Радецки
- „Професия за ангели“ (1977) (Драгомир Асенов)
- „Забравете Херострат“ (1975) (Григорий Горин)
- „Светът е малък“ (1968) (Иван Радоев)
- „Марсианска хроника“ (1968) (Рей Бредбъри)

## Филмография
| Година      | Филми и Сериали                               | Серии               | Копродукции                                          | Роля                                                              |
| ----------- | --------------------------------------------- | ------------------- | ---------------------------------------------------- | ----------------------------------------------------------------- |
| 2003        | Една калория нежност                          | 2 ч.                |                                                      | доктор                                                            |
| 2003        | Славата на България                           |                     |                                                      | професора                                                         |
| 2003        | Следвай ме (тв)                               |                     |                                                      | бащата на Мария                                                   |
| 2002        | Асистентът                                    |                     | България/Италия                                      | Янков, шефът на НАТФИЗ                                            |
| 1993        | Жребият (тв сериал)                           | 7                   |                                                      | Айронсайд                                                         |
| 1992        | Куче на пътя (Un chien sur la route)          |                     | Германия/Швейцария/Югославия                         | старият мъж                                                       |
| 1992        | Криза в Кремъл (Crisis in the Kremlin)        |                     | САЩ                                                  | отец Андрис                                                       |
| 1991        | Тони                                          |                     |                                                      | директорът на училището                                           |
| 1991        | Резерват                                      |                     |                                                      | Дяко                                                              |
| 1990        | Под игото (тв сериал)                         | 9                   | България/Унгария                                     | бай Цанко                                                         |
| 1990        | Карнавалът                                    |                     |                                                      | отговорник по сигурността                                         |
| 1988        | Черните рамки                                 | 3                   |                                                      | Коста Гинев/Джон Ривърс                                           |
| 1988        | Черните рамки (тв сериал)                     | 5                   |                                                      | Коста Гинев, кримиален престъпник/Джон Ривърс, свръзка на Борисов |
| 1987        | Рокада                                        |                     |                                                      |                                                                   |
| 1986        | Васко да Гама от село Рупча (тв сериал)       | 6                   |                                                      | първи помощник капитан                                            |
| 1986        | Денят на владетелите                          | 2                   |                                                      | Константин Пацик, вуйчо на Омуртаг и Шерма                        |
| 1986        | Ешелоните                                     |                     |                                                      | равинът                                                           |
| 1985        | Горещи следи (тв сериал)                      | 4                   |                                                      | генерал Дамянов                                                   |
| 1985        | Женски сърца (тв)                             |                     |                                                      | чорбаджи Вълко                                                    |
| 1984        | В името на народа (тв сериал)                 | 8                   |                                                      | генерал Костов                                                    |
| 1984        | Спасението                                    |                     |                                                      | помощник–кмет                                                     |
| 1984        | Тайната на Аполония (Vrak)                    |                     | Чехословакия/България                                | капитан Костов                                                    |
| 1981        | Кристали                                      |                     |                                                      | директорът Зидаров                                                |
| 1981        | Хан Аспарух                                   | 3                   |                                                      |                                                                   |
| 1981        | Пришествие                                    |                     |                                                      |                                                                   |
| 1980        | Уони                                          |                     |                                                      |                                                                   |
| 1979        | Тайфуни с нежни имена (тв сериал)             | 3                   |                                                      | Горанов, бивш полицейски агент                                    |
| 1978        | Войната на таралежите (тв сериал)             | 5                   |                                                      | Илиев, председателят на Райсъвета                                 |
| 1978        | Адиос, мучачос                                |                     |                                                      | фабиркантът Топалов                                               |
| 1977        | Войници на свободата (Солдаты свободы)        | 4                   | СССР/България/Унгария/ГДР/Полша/Румъния/Чехословакия | (като С. Мазгалов в 1 серия: I)                                   |
| 1977        | Големият товар                                | 2                   |                                                      | Рихтер, шеф на „Ройтерман“                                        |
| 1977 – 1982 | Четвъртото измерение (тв сериал)              | 6                   |                                                      |                                                                   |
| 1977        | Хирурзи                                       |                     |                                                      | Стефанов, бащата на пострадалото дете в катастрофата              |
| 1976        | Допълнение към Закона за защита на държавата  |                     |                                                      | генерал Вълков                                                    |
| 1975        | При никого                                    |                     |                                                      | Стефан, бащата на Алеко                                           |
| 1975        | Незабравимият ден                             |                     |                                                      | Каролев                                                           |
| 1974        | Вечни времена                                 |                     |                                                      | Ликоманов                                                         |
| 1974        | Селкор                                        |                     |                                                      | Михаил Пантов                                                     |
| 1973        | Деца играят вън (тв)                          |                     |                                                      | учителят на Юли №2                                                |
| 1973        | Костелив орех                                 | дядото на скулптора |                                                      |                                                                   |
| 1972        | Глутницата                                    |                     |                                                      | Раков                                                             |
| 1971 – 1972 | Това спокойно всекидневие (тв сериал)         | 3                   |                                                      | генерал Господинов                                                |
| 1971        | Агент №1 (Агент №1)                           |                     | Полша                                                | Кондопулос                                                        |
| 1971        | Тримата от запаса                             |                     |                                                      | помощник-командир Андрей                                          |
| 1971        | Соколова нива                                 |                     |                                                      |                                                                   |
| 1971        | Докато ме потърсиш отново                     |                     |                                                      | професорът                                                        |
| 1970        | Четиримата от вагона                          |                     |                                                      | господин Димов                                                    |
| 1970        | Князът                                        |                     |                                                      | боляринът Гроздан                                                 |
| 1970        | Един миг свобода                              |                     |                                                      | Аргир Лазаров Атанасов (в новелата „Искам да живея“)              |
| 1970        | С особено мнение                              |                     |                                                      | Лазар Петров                                                      |
| 1969        | Признание                                     |                     |                                                      | Стоян Постолов                                                    |
| 1969        | Осмият                                        |                     |                                                      | бай Стамен                                                        |
| 1969        | Любовницата на Граминя (L'amante di Gramigna) |                     | Италия/България                                      | посредник, дясната ръка на барон Нардо                            |
| 1968        | Шибил                                         |                     |                                                      | Велико кехая                                                      |
| 1967        | Завръщане                                     |                     |                                                      | отец                                                              |
| 1966        | Цар и генерал                                 |                     |                                                      | покурорът                                                         |
| 1965        | Вула                                          |                     |                                                      | мълчаливият                                                       |
| 1964        | Незавършени игри                              |                     |                                                      | Мишо                                                              |
| 1963        | Легенда за Паисий                             |                     |                                                      | Евлоги, български търговец и съпруг на Бена                       |
| 1962        | Двама под небето                              |                     |                                                      | Вълчо, партийния секретар                                         |
| 1962        | Царска милост                                 |                     |                                                      |                                                                   |
| 1957        | Хайдушка клетва                               |                     |                                                      | Юсуф кьоравия, Мехмедовия кучкарин                                |
| 1954        | Песен за човека                               |                     |                                                      | старши стражар                                                    |